# Relaciones Armenia-Canadá
Existen relaciones diplomáticas entre Armenia y Canadá. Ambas naciones son miembros de la Organización Internacional de la Francofonía y de las Naciones Unidas.

## Historia
Canadá reconoció a Armenia poco después de su separación de la Unión Soviética en 1991. En 1992, Armenia y Canadá establecieron formalmente relaciones diplomáticas.
A lo largo de los años, ambas naciones han firmado acuerdos bilaterales, como un Acuerdo Comercial y de Comercio (1999); Convenio para la Promoción y Protección de Inversiones (1999) y Convenio para Evitar la Doble Imposición y Prevenir la Evasión Fiscal en Materia de Impuestos sobre la Renta y sobre el Patrimonio (1999).
En 2006 Canadá reconoció oficialmente el genocidio armenio. En octubre de 2018, el primer ministro canadiense, Justin Trudeau, visitó Armenia para asistir a la 17.ª Cumbre de la Organización Internacional de la Francofonía. Durante la visita, el primer ministro Trudeau se reunió con el presidente armenio Armen Sarkissian y el primer ministro Nikol Pashinyan; para fortalecer aún más las relaciones entre ambas naciones.
En octubre de 2023, Canadá abrió una embajada residente en Ereván.

## Comercio
En 2020, el comercio total entre ambas naciones sumó $25.2 millones de dólares estadounidense. Las principales exportaciones de Armenia incluyen: metales y piedras preciosas y productos textiles. Las principales exportaciones de Canadá incluyen: productos alimenticios, maquinaria y equipo, y productos químicos.

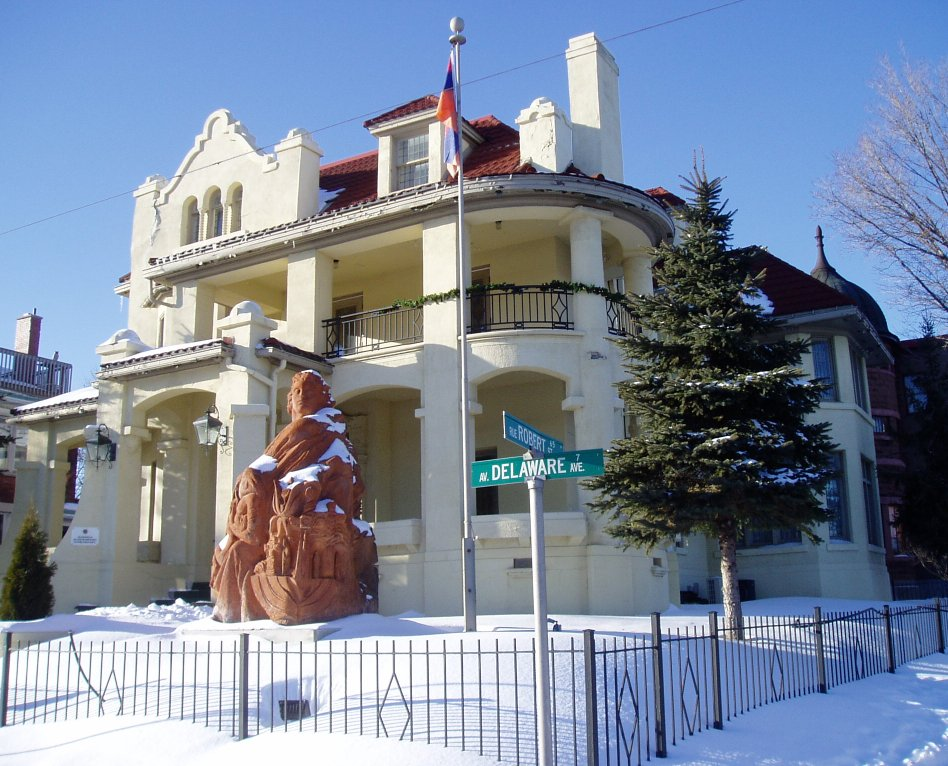
Embajada de Armenia en Ottawa

## Misiones diplomáticas residentes
- Armenia tiene una embajada en Ottawa.[6]
- Canadá tiene una embajada en Ereván.[4]